# Claudio Miranda
Claudio Miranda (Valparaíso, Región de Valparaíso, 1965) es un director de fotografía chileno-estadounidense, de padre chileno y madre danesa, ganador de un Premio Óscar por Life of Pi.

## Biografía
Nació en la ciudad de Valparaíso, y al año de vida se trasladó junto con su familia a Estados Unidos.
Inició su carrera cinematográfica trabajando como eléctrico y asistente. Entre sus primeros trabajos se encuentran el documental Rattle and Hum (1988), donde participó como asistente eléctrico, y El cuervo (1994), como jefe eléctrico. Durante aquellos años trabajó junto con el director David Fincher en las películas Seven (1995), en la que además de jefe eléctrico colaboró en la fotografía adicional, The Game (1997) y Fight Club (1999).
Su debut como director de fotografía ocurrió en 2001 con el cortometraje Tell Me Who Ruby Was. Sus trabajos posteriores como director de fotografía incluyen El curioso caso de Benjamin Button (2008), película de David Fincher por la cual fue nominado al «Óscar a la mejor fotografía» y al Premio de la Sociedad americana de fotografía, y Tron Legacy (2010).
El 24 de febrero de 2013 ganó el premio Óscar a la mejor fotografía por el filme Life of Pi. «Es fantástico estar aquí por Chile» dijo cuando recibió el galardón. Miranda se convirtió en la primera persona chilena en ganar un premio de la Academia. Pese a no permanecer en Chile, mantiene un vínculo con el país sudamericano puesto que su padre sigue viviendo allí, además de que tiene planeado en un futuro filmar una película en Chile.
Está casado con Kelli Bean desde febrero de 2009, con quien tiene dos hijas, Sofia y Lily.

## Filmografía (selección)
- F1 (2025)
- Top Gun: Maverick (2022)
- Tomorrowland (2015)
- Oblivion (2013)
- Life of Pi (2012)
- Tron Legacy (2010)
- El curioso caso de Benjamin Button (2008)
- Zodiac (2007)
- The Game (1997)

## Premios y distinciones
Premios Óscar
| Año  | Categoría        | Película                           | Resultado |
| ---- | ---------------- | ---------------------------------- | --------- |
| 2009 | Mejor fotografía | El curioso caso de Benjamin Button | Nominado  |
| 2013 | Mejor fotografía | Life of Pi                         | Ganador   |